# Return to the Nim's Island
Return to the Nim's Island (De Volta a Ilha da Imaginação no Brasil) é um filme australiano de 2013 com o gênero aventura, dirigido por Brendan Maher e roterizado por Ray Boseley e Cathy Randal. Tem como estrelas Bindi Irwin, Matthew Lillard, Toby Wallace e John Waters. O filme estreiou dia 28 de março de 2013 na Australia

## Sinopse
Nim (Bindi Irwin), de 14 anos, está mais decidida do que nunca a proteger sua preciosa ilha e lar de seus queridos animais. Enquanto implacáveis empreendedores e ambiciosos caçadores ameaçam a existência do mundo que adora, Nim percebe que para salvar a ilha vai ter que juntar forças com alguém de fora, Edmund, que fugiu do continente. Somente com a ajuda dele, Nim terá uma chance de impedir os vilões de destruir sua preciosa ilha.

## Elenco
- Bindi Irwin como Nim Rusoe
- Matthew Lillard como Jack Rusoe
- Toby Wallace como Edmund
- John Waters como Booker
- B. J e Sexta como Selkie
- Pumpkin como Fred
- Nathan Derrick como Felix
- Jack Pearson como Ben
- Sebastian Gregory como Frankie

## Ligações Externas
- Return to the Nim's Island. no IMDb.
- De volta à ilha da imaginação no AdoroCinema